# Pandareo
Pandareo (in greco antico: Πανδάρεως?, Pandáreōs) è un personaggio della mitologia greca. Era originario di Efeso o di Mileto.

## Genealogia
Figlio di Merope e di Climene, sposò Armotoe e fu padre di Aedona, Chelidona, Cleotera e Merope. 

Pausania cambia i nomi delle ultime due in Cameiro e Clizia.

## Mitologia
Esistono varie versioni dei miti che lo vedono come protagonista.

Secondo alcune fonti, su richiesta dell'amico Tantalo rubò il cane d'oro (o di bronzo) che custodiva il recinto del tempio di Zeus a Mileto (o a Creta). 

Per punizione venne tramutato in sasso, o dovette fuggire in Sicilia dove morì assieme alla moglie.
Secondo altre fonti rubò il cane di Zeus per vendicare la morte di Giasone, e Demetra lo protesse dall'ira del dio dandogli il dono di non soffrire mai di male al ventre.
Dopo la morte dei genitori le figlie Cleotera e Chelidona vennero allevate da Afrodite, Era ed Atena. Vennero poi rapite dalle Arpie e consegnate alle Erinni, che ne fecero le ancelle di Proserpina nell'Ade.